# Maria Lluïsa Ferrer i Martínez
Maria Lluïsa Ferrer i Martínez  (Girona, 1944) és una educadora catalana, esposa del fotògraf Miquel Bataller.
Ha estat fundadora i presidenta des de la seva creació el 1989 de la Fundació Síndrome de Down de Girona i Comarques Astrid-21, entitat que dona suport a les comarques gironines als afectats per aquesta síndrome i els seus familiars, alhora que treballa per la seva integració en el món laboral i en la societat. per aquest motiu el 2010 va rebre la Creu de Sant Jordi.